# 1367
1367 (MCCCLXVII) fue un año común comenzado en viernes del calendario juliano, en vigor en aquella fecha.

## Acontecimientos
- 3 de abril, en la Batalla de Nájera Pedro I de Castilla derrota a su hermano Enrique de Trastámara.

## Nacimientos
- 6 de enero - Ricardo II, rey inglés. (m. 1400)
- 3 de abril - Enrique IV, futuro rey de Inglaterra.
- 24 de agosto - Gil Carrillo de Albornoz, cardenal y militar español.
- En Guadalajara, Diego Hurtado de Mendoza, Almirante Mayor de Castilla.

## Fallecimientos
- Juan Ponce de León, señor de Marchena. Ejecutado en Sevilla por orden de Pedro I de Castilla.
- Egidio Boccanegra, Almirante mayor de la mar. Ejecutado en Sevilla junto con el anterior por orden de Pedro I de Castilla.
- Alonso Sánchez de Moscoso. Obispo de Mondoñedo y arzobispo de Santiago de Compostela.